# Cerastium moesiacum
Cerastium moesiacum är en nejlikväxtart som beskrevs av Imre Frivaldszky. Cerastium moesiacum ingår i släktet arvar, och familjen nejlikväxter. Inga underarter finns listade i Catalogue of Life.